# Chanthaburi
Chanthaburi (thai: จันทบุรี) er hovedbyen i provinsen Chanthaburi i det østlige Thailand. Byen har et befolkningstal på 23.835 (2014) indbyggere.